# Брензович Василь Іванович
Василь Іванович Брензович (нар. 25 квітня 1964, с. Запсонь, Берегівський район, Закарпатська область) — політик та педагог із Закарпаття, очільник Партії угорців України, мадярон, очільник Партії угорців України.

## Освіта
У 1986 році закінчив Ужгородський державний університет, історичний факультет. У 2003 році закінчив докторантуру в Університеті ім. Лоранда Етвеша, м. Будапешт, здобув науковий ступінь доктора філософії. У 2008 році здобув ступінь кандидата історичних наук в Ужгородському державному університеті.

## Кар'єра
- 1986–1993 — вчитель Запсоньської загальноосвітньої школи I—II ступенів.
- 1993–1998 — завідувач літературного відділу Берегівського угорського національного театру ім. Д. Ієша.
- 1998–2006 — викладач Закарпатського угорського педагогічного інституту (нині — Закарпатський угорський інститут ім. Ференца Ракоці II).
- 2006–2010 — заступник голови Закарпатської обласної ради.
- 2011–2014 — голова комісії з питань бюджету Закарпатської обласної ради.
- З 2014 — перший заступник голови Закарпатської обласної ради.

Голова Товариства угорської культури Закарпаття, голова Благодійного фонду Закарпатського угорського педагогічного інституту, а також голова Благодійного фонду «ГЕНІУС».
Депутат Закарпатської обласної ради III, IV, V, VI скликань. Безпартійний.
На парламентських виборах 2014 р. є № 62 у виборчому списку «Блоку Петра Порошенка».
30 листопада 2020 року співробітники СБУ провели обшуки у Василя Брензовича та в приміщеннях благодійних фондів, якими керує Василь Брензович. Під час обшуків правоохоронці виявили низку друкованих матеріалів, які популяризують ідею «Великої Угорщини» та створення етнічної автономії на Закарпатті. СБУ підозрює Василя Брензовича у підтримці державних органів сусідньої країни у веденні підривної діяльності на шкоду Україні, зокрема й у вчиненні дій із ознаками державної зради.
7 грудня 2020 року Василь Брензович виїхав в Угорщину за угорським паспортом, де переховується від українського правосуддя. В Угорщині Брензович активно займався сепаратистською діяльністю та поширює звинувачування України утиск угорців Закарпаття.
28 грудня 2020 року Закарпатський апеляційний суд розглянув апеляційну скаргу прокурора та дозволив накладення арешту на майно, вилучене під час обшуку у Василя Брензовича. 
12 лютого 2022 року Національне агентство з питань запобігання корупції викликало Брензовича для надання пояснень, щоб з'ясувати обставини можливих порушень порядку подання фінансової звітності, порушення встановленого порядку або строків подання звіту політичної партії про майно, доходи, витрати й зобов’язання фінансового характеру, подання звіту, оформленого з порушенням встановлених вимог (І та ІI квартали 2021 року). Проте Василь не з'явився.
У серпні 2021 року Угорщина заборонила слідчій групі СБУ, яка веде справу Василя Брензовича, в'їзд на свою територію, який автоматично означає заборону в'їзду на територію всього Євросоюзу.[неавторитетне джерело]

## Особисте життя
Одружений, має двох синів.

## Діяльність
Під час передвиборчої кампанії з виборів Президента України навесні 2019 року, у березні народний депутат України подав судовий позов проти Центральної виборчої комісії України за відмову у створенні Притисянського виборчого округу — окремого виборчого округу на території 4-х районів Закарпаття вздовж річки Тиса, де компактно проживають етнічні угорці, з метою обрання нацменшиною свого представника у Верховній Раді.

## Нагороди
- Орден «За заслуги» III ст. (22 червня 2007).[16]